# Olympische Winterspiele 1924/Eisschnelllauf – 5000 m (Männer)
Das 5000-Meter-Rennen im Eisschnelllauf der Männer bei den Olympischen Winterspielen 1924 wurde am 26. Januar im Stade Olympique de Chamonix ausgetragen. Insgesamt waren 1.342 Zuschauer anwesend.
Erster Olympiasieger wurde der Finne Clas Thunberg. Silber gewann sein Julius Skutnabb und Roald Larsen aus Norwegen sicherte sich die Bronzemedaille.

## Ergebnisse
| Rang | Athlet                | Nation             | Zeit        | Anm. |
| ---- | --------------------- | ------------------ | ----------- | ---- |
| 1    | Clas Thunberg         | Finnland           | 8:39,0 min  | OR   |
| 2    | Julius Skutnabb       | Finnland           | 8:48,4 min  | OR   |
| 3    | Roald Larsen          | Norwegen           | 8:50,2 min  |      |
| 4    | Sigurd Moen           | Norwegen           | 8:51,0 min  |      |
| 5    | Harald Strøm          | Norwegen           | 8:54,6 min  | OR   |
| 6    | Valentine Bialas      | Vereinigte Staaten | 8:55,0 min  |      |
| 7    | Frithjof Paulsen      | Norwegen           | 8:59,0 min  | OR   |
| 8    | Richard Donovan       | Vereinigte Staaten | 9:05,6 min  |      |
| 9    | Léon Quaglia          | Frankreich         | 9:08,6 min  | OR   |
| 10   | Asser Wallenius       | Finnland           | 9:12,8 min  |      |
| 11   | Alberts Rumba         | Lettland           | 9:14,4 min  |      |
| 12   | Eric Blomgren         | Schweden           | 9:14,6 min  |      |
| 13   | Charles Jewtraw       | Vereinigte Staaten | 9:27,0 min  |      |
| 14   | William Steinmetz     | Vereinigte Staaten | 9:35,0 min  |      |
| 15   | Axel Blomqvist        | Schweden           | 9:48,8 min  |      |
| 16   | Leon Jucewicz         | Polen              | 10:05,6 min |      |
| 17   | Gaston Van Hazebroeck | Belgien            | 10:13,8 min |      |
| 18   | André Gegout          | Frankreich         | 10:15,2 min |      |
| 19   | Georges de Wilde      | Frankreich         | 10:39,8 min |      |
| 20   | Albert Tebbit         | Großbritannien     | 11:01,0 min |      |
| 21   | Marcel Moens          | Belgien            | 11:30,4 min |      |
|      | Charles Gorman        | Kanada             | DNF         |      |